# Tavasbarlang

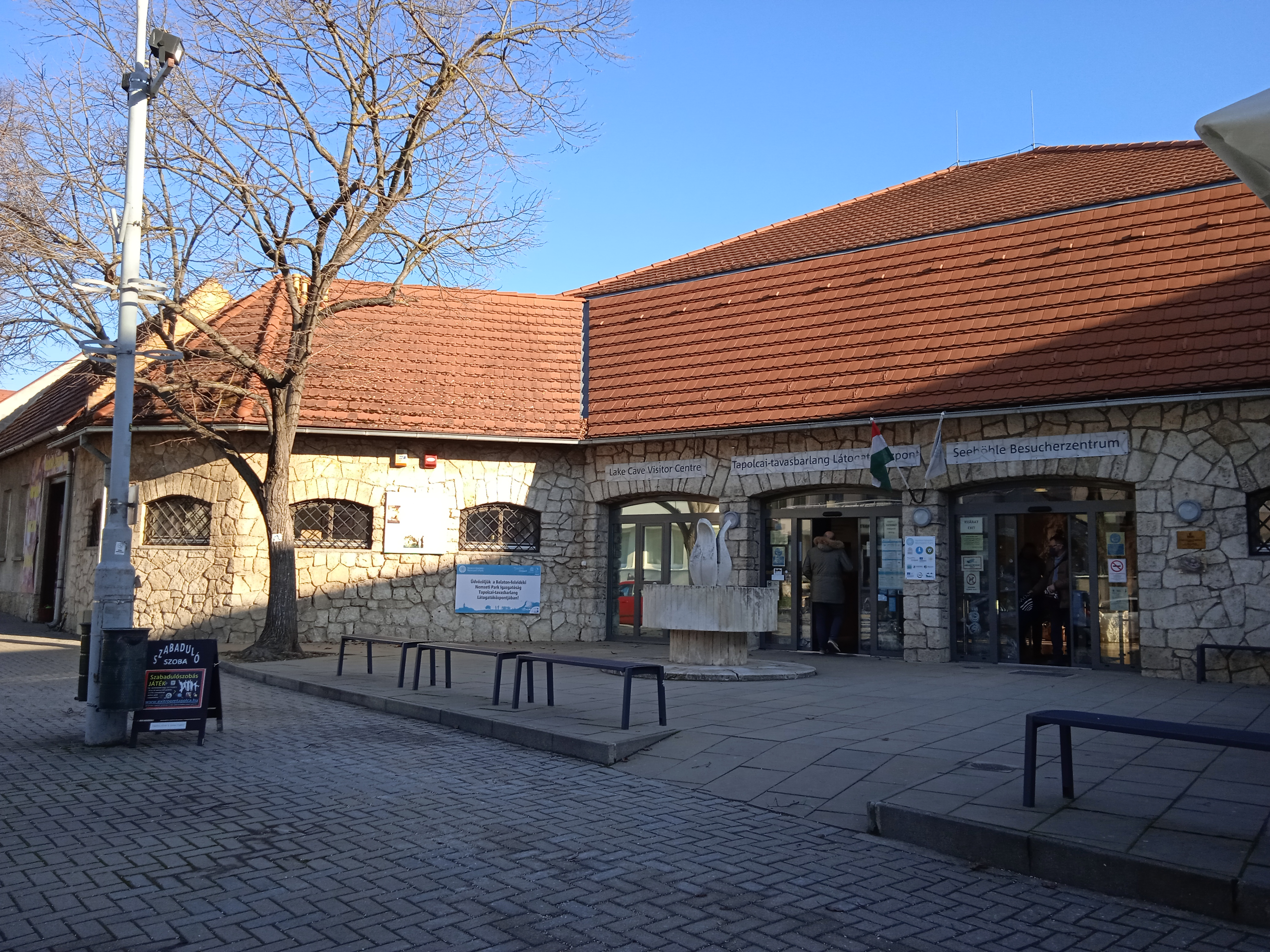

Tavasbarlang är ett vattenfyllt grottsystem i staden Tapolca i Ungern. Grottsystemet som är 300 meter långt hittades 1902 och öppnades för allmänheten 1912. Det går att hyra små båtar för att ta sig fram i grottsystemet.